# Hamadia
Hamadia (Hebreeuws: חמדיה) is een kibboets van de regionale raad van Beit She'an vallei.

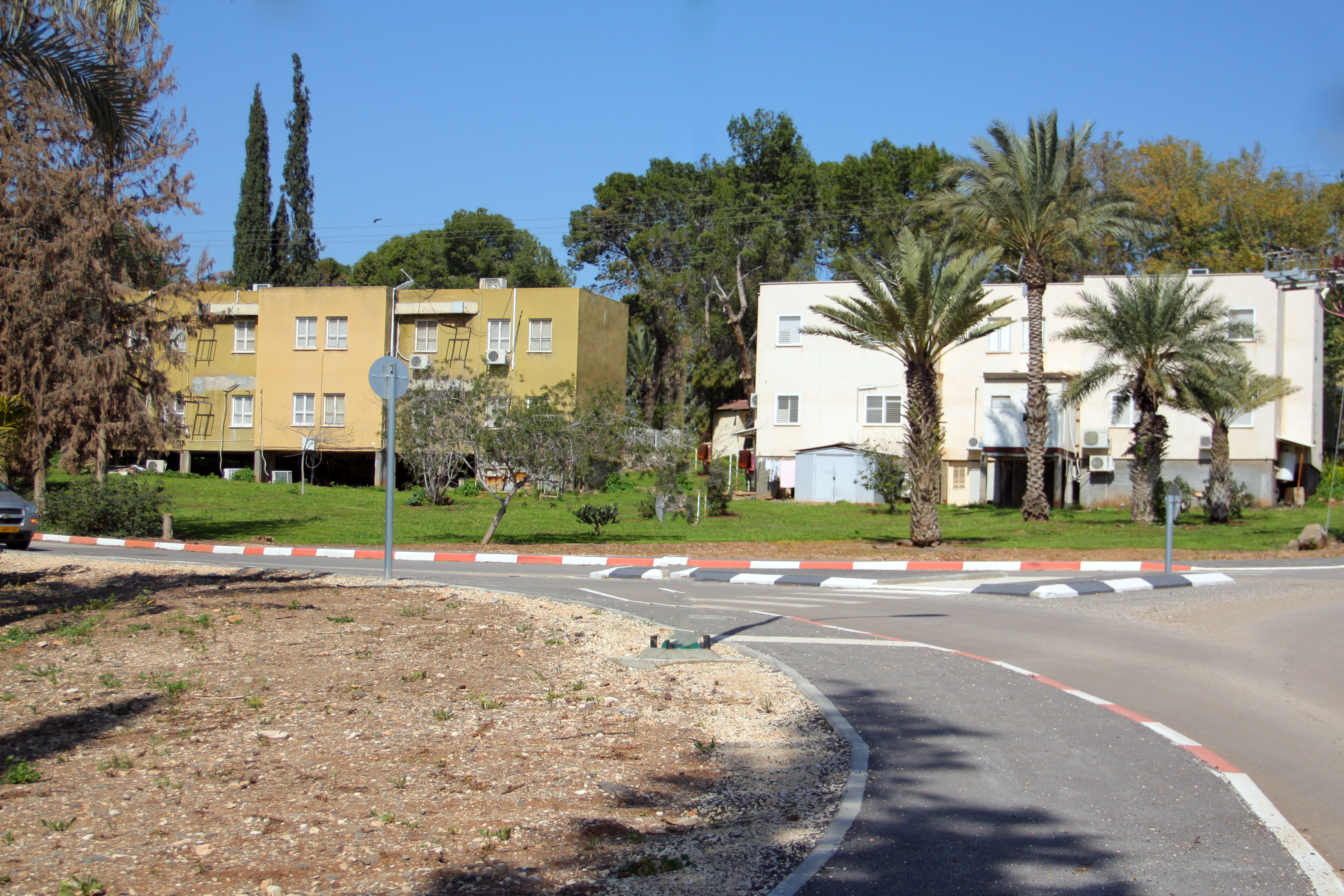
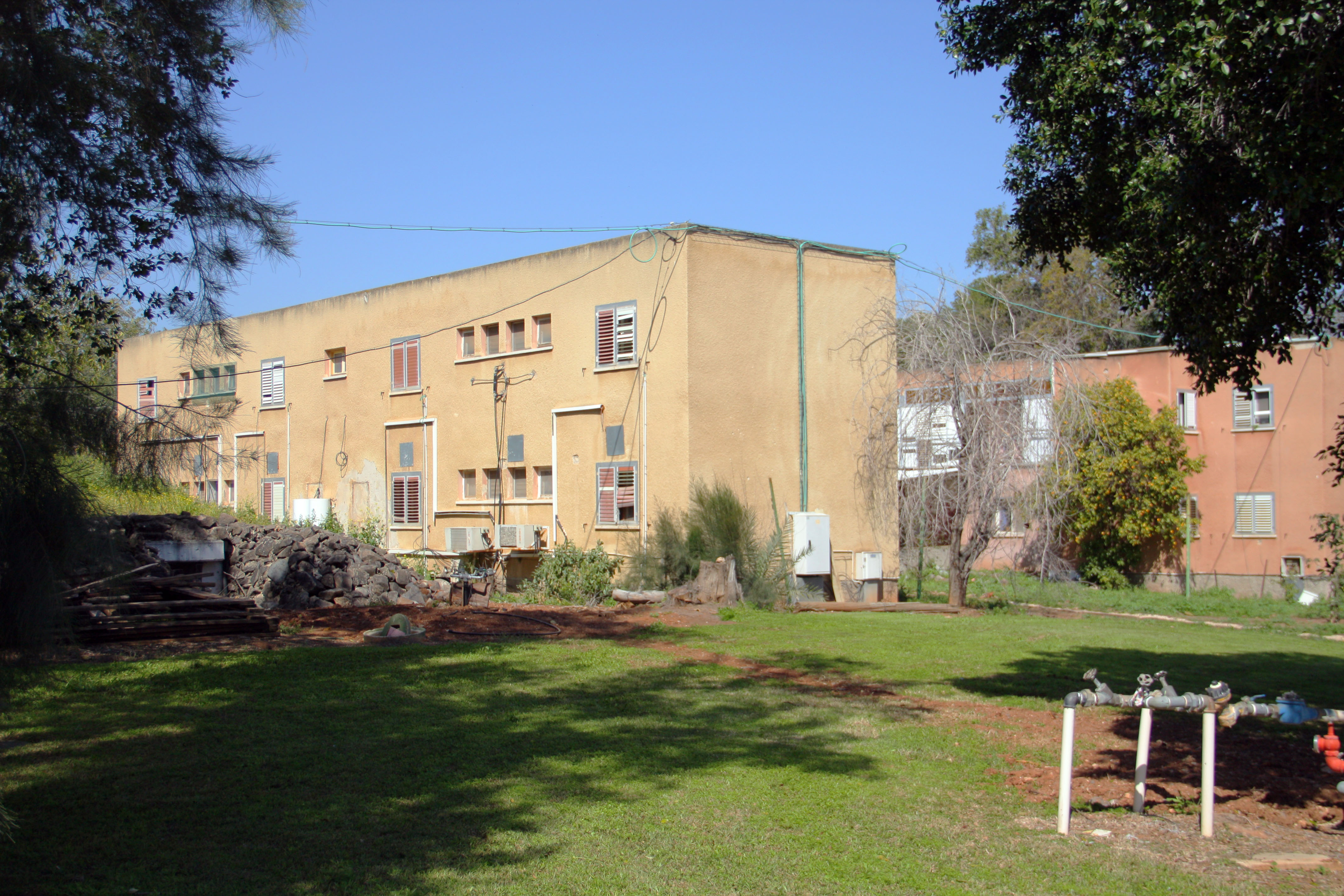
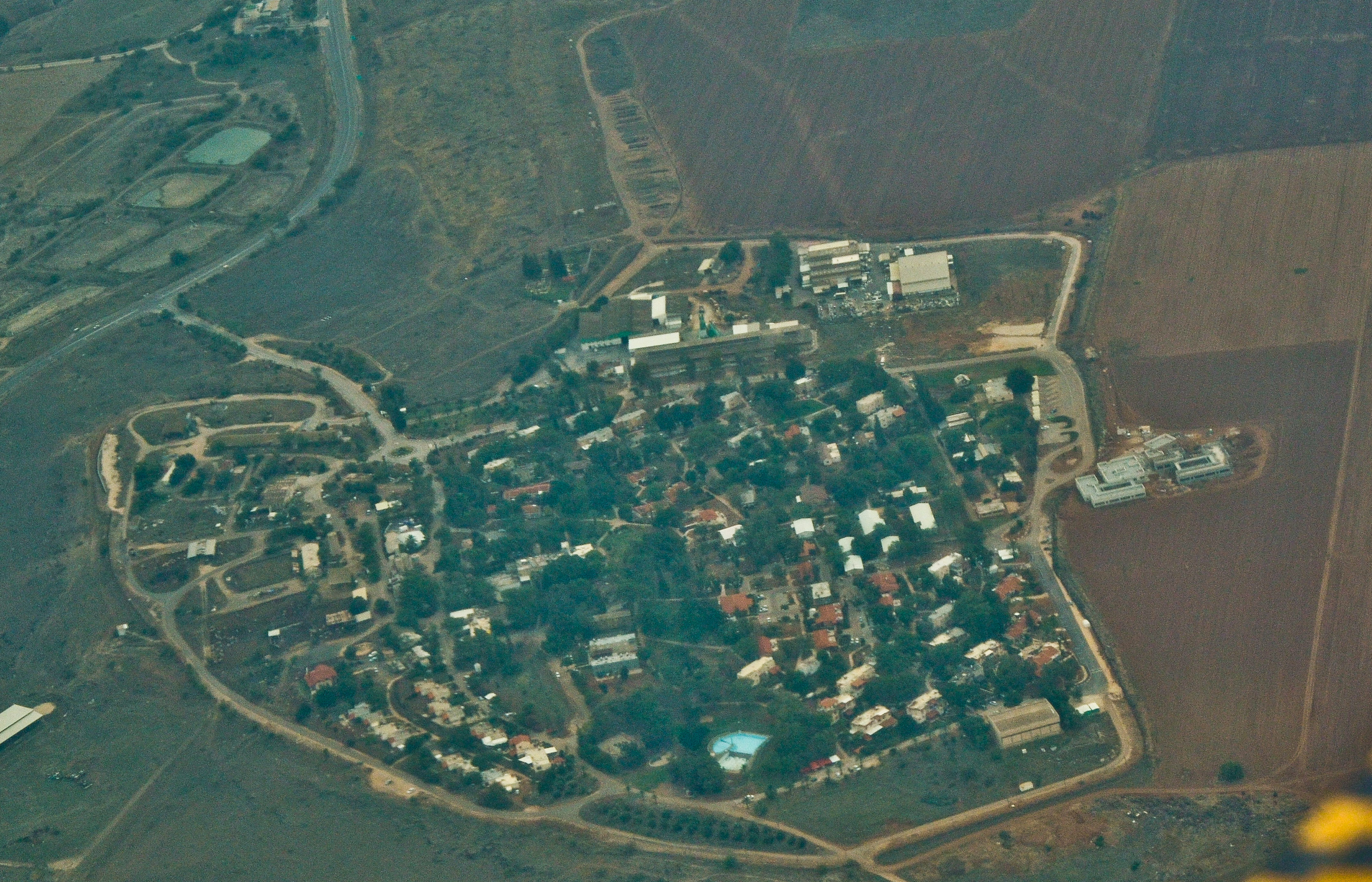